# スーパーマリン シミター
スーパーマリン シミター
Supermarine Scimitar
- 用途：艦上戦闘攻撃機
- 製造者：スーパーマリン
- 運用者： イギリス海軍（艦隊航空隊）
- 初飛行：1956年1月19日
- 生産数：76機
- 運用開始：1957年
- 退役：1969年
- 運用状況：退役済み

スーパーマリン シミター (Supermarine Scimitar) とはイギリスの航空機メーカー、スーパーマリン社が開発し、イギリス海軍が使用した艦上戦闘攻撃機である。

## 開発と特徴
開発は第二次世界大戦終了直後、1945年にイギリス海軍の要求で開始された。当時のジェット機は試行錯誤の段階に在り、シミターも機体を軽量化するため降着装置を装備せず胴体着陸を行う事も計画案に盛り込まれたが、計画を煮詰める際にこの要求は却下された。やがて、ドイツから後退翼の研究データが持ち出されるとシミターにも後退翼が採用されエリアルールを採用した機体は独特のくびれを持っていた。シミターは戦闘機、攻撃機、戦術偵察機として使用できる様に設計された多用途艦上機であった。その後、1951年に初飛行し、1958年にはホーカー シーホークと交代する形で部隊配備が開始された。

## 部隊配備
シミターは核兵器搭載能力を有する初のイギリス海軍の近代的艦載機であったが、開発が順調に進んでいたブラックバーン社のブラックバーン バッカニアが部隊配備されるまでの繋ぎ役とされてしまったため、生産数は76機にとどまった。しかし、バッカニアが甲板が狭いイギリスの航空母艦から兵装を搭載した状態で燃料を満載すると発艦が出来ず、燃料を半載にして発艦しなければならなかったため、発艦後、燃料ポッドを搭載したシミターがバッカニアに空中給油を行わなければならず、シミターは1966年まで現役で任務をこなしていた。
シミターの開発を最後にスーパーマリン社はヴィッカース社に吸収合併された。

## スペック
- 全幅:11.3 m
- 全長:16.8 m
- 全高:5.28 m
- 空虚重量:10,869 kg
- 総重量:15,500 kg
- エンジン:ロールス・ロイス エイヴォン 202 ターボジェットエンジン2基 11,250 lbf [21] (50.1 kN)
- 最大速度:1,140 km/h
- 航続距離:2,300 km(増槽使用)
- 武装
  - 固定武装:30mmADENキャノン4門(各160発)
  - ハードポイント4カ所に爆弾とミサイルを搭載
    - ミサイル:AGM-12Bブルパップ空対地誘導ミサイル4発・AIM-9Fサイドワインダー空対空ミサイル4発
    - 爆弾:454kg爆弾2発搭載
    - 3インチロケット発射機16基(パイロン4つを追加装備)
    - 核爆弾:レッドベアードMk.2核爆弾1発